# Krapets
Krapets (bulgariska: Крапец) är ett distrikt i Bulgarien.   Det ligger i kommunen Obsjtina Sjabla och regionen Dobritj, i den östra delen av landet, 400 km öster om huvudstaden Sofia.